# 罗历戎
罗历戎（1901年—1991年7月6日），四川渠县人。原名罗立荣，字显华，国民革命军中将。
曾任国民革命军第三军军长。1947年10月，于清风店战役中被中国人民解放军晋察冀军区野战兵团俘虏。1960年，获特赦释放。